# Mazinky
Mazinky (ukr. Мазінки) – wieś na Ukrainie, w  obwodzie kijowskim, w rejonie boryspolskim, w hromadzie Perejasław. W 2001 liczyła 864 mieszkańców, spośród których 856 wskazało jako ojczysty język ukraiński, 7 rosyjski, a 1 białoruski.